# ناویتانولی
ناویتانولی (به لاتین: Navithanveli) یک منطقهٔ مسکونی در سری‌لانکا است که در استان شرقی (سری‌لانکا) واقع شده‌است.